# Alex Groza
Alexander John "Alex" Groza, född 7 oktober 1926 i Martins Ferry, död 21 januari 1995 i San Diego, var en amerikansk basketspelare.
Groza gick i skola vid University of Kentucky och spelade för Kentucky Wildcats och blev olympisk mästare i basket vid sommarspelen 1948 i London.